# 狂蟒之災
是一部1997年上映的美国冒險恐怖電影。

## 剧情
在地球上的南美洲亚马逊河流域，居住着一个民族舒尔族，他们一直和外界都没有联系和沟通，显得神秘而令人神往，他们崇拜的图腾是巨蟒蛇。
美国的科学家们对舒尔族有着浓厚的兴趣，他们组团前往去探究。人类学家史蒂文·凯和纪录片导演泰莉·劳瑞带着其他的团队跟从一个名叫保罗·沙龙的向导迈入了亚马逊热带雨林，他们的队伍中混杂着偷猎者，妄图将巨蟒蛇抓住，卖到美国去大赚一笔，由于贪心和狂妄，他们从此陷入危机，多数被巨蟒蛇杀害。

## 演员
| 演員              | 角色            | 备注       |
| ----------------- | --------------- | ---------- |
| 珍妮弗·洛佩兹     | 泰莉·劳瑞       | 纪录片导演 |
| 艾斯·库伯         | 丹尼·瑞斯       |            |
| 乔恩·沃伊特       | 保罗·沙龙       | 向导       |
| 埃里克·斯托尔兹   | 史蒂文·凯       | 人类学家   |
| 乔纳森·海德       | 沃伦            |            |
| 欧文·威尔逊       | 加里·迪克逊     |            |
| 卡瑞·伍尔         | 丹尼斯·卡尔伯格 |            |
| 文森·卡斯特拉諾斯 | 马特奥          |            |
| 丹尼·特乔         | 偷猎者          |            |
| 弗兰克·维尔克     | 巨蟒蛇          | 配音       |

## 製作
主體拍攝於1996年4月29日開始，於巴西和洛杉矶進行製作。

## 奖项
1998年，金酸莓奖，最差导演。